# Margarita Abdullajewna Mamun
Margarita Abdullajewna Mamun (russisch Маргарита Абдуллаевна Мамун; * 1. November 1995 in Moskau) ist eine russische rhythmische Sportgymnastin.
Bei den Weltmeisterschaften 2013 triumphierte sie in zwei Disziplinen. Ein Jahr später gewann sie bei den Weltmeisterschaften 2014 dreimal Gold. Auch bei den Weltmeisterschaften 2015 in Stuttgart wurde sie zweimal Weltmeisterin.
Ihren Karrierehöhepunkt erreichte Mamun 2016 mit dem Gewinn der Goldmedaille noch vor der favorisierten Jana Kudrjawzewa bei den Olympischen Spielen in Rio de Janeiro. In der Gesamtwertung erreichte sie 76,483 Punkte.
Im November 2017 beendete Mamun ihre leistungssportliche Karriere.